# Lac Umayo
Le lac Umayo est un lac du district de Atuncolla, dans le département de Puno au sud du Pérou, à l'ouest du  lac Titicaca.

## Géographie
Il est situé à 3 844 m d'altitude, et mesure environ 8 km sur 3 km.
Dans la partie centrale se trouve une île qui a une faune et une flore spécifique.
Sur la berge du nord du lac se trouve un site archéologique pré-inca, appelé Sillustani.

Vue panoramique du lac Umayo.